# Мікаел Рафілі
Рафілі Мікаел Гасан-огли (Mikayıl Həsən oğlu Rəfili; 12 (25) квітня 1905, с. Борсунлу, Єлизаветпольська губернія — 25 квітень 1958, Баку) — азербайджанський радянський поет і літературознавець, доктор філологічних наук (1947).
У 1930 закінчив МДУ.
У поезії виступив як поборник вільного вірша: збірники «Вікно» (1929), «Нова історія» (1934), «Журавель» (1936) та ін. Автор праць про творчість Нізамі Гянджеві, Фізулі, М. Ф. Ахундова та ін., підручника «Вступ до теорії літератури» (1958). Перекладав твори Й. В. Гете, О. Бальзака, Л. М. Толстого, В. Гюго, Е. Верхарна та ін. Рафілі також є автором ряду статей з історії західної літератури, праць про Маяковського, Горького, Серафимовича, перекладів віршів Маяковського, Блока, Гюго і Толстого. Співробітник АзФАН СРСР (1933-35), ИРЛИ АН СРСР (1935-36), викладач АзГУ (1935-50). Делегат 1-го з'їзду радянських письменників (1934). У 1936 захистив кандидатську дисертацію на тему «Тюркські західники. До питання про рос. і зах. впливи на літературу Азербайджану в першій половині XIX ст.»
Заарештований, ймовірно, на початку 1937 року. Виключений з ССП Азербайджану 25 квітня 1937 за те, що «протягував в літературу ідеї контрреволюціонізма, пантюркизма … люто виступав проти азербайджанської народної поезії, відстоював формалістичні тенденції» (ЛГ. 1937. 15 травня).
Не пізніше 1939 звільнений; поновлений у ССП.
У 1946 році захистив докторську дисертацію. Надалі професор АзГПИ. Видав близько 100 робіт.